# Commando pinkelen
Commando pinkelen is een op concentratie gericht gezelschapsspel dat zowel door kinderen als volwassenen kan worden gespeeld. Het aantal deelnemers is onbeperkt.
De spelleider heeft in de eenvoudigste versie vier 'commando's' tot zijn beschikking: de commando's 'pinkelen', 'hol', 'bol' en 'plat'. Als hij of zij het 'commando pinkelen' geeft, trommelen de spelers met hun wijsvingers op de rand van de tafel; bij het 'commando hol' plaatsen de deelnemers hun hand met de rug naar beneden op tafel; bij het 'commando bol' plaatst men de handen met de vingertoppen op de tafel; bij het 'commando plat' leggen de spelers hun handen plat op tafel, met de palmen naar beneden. Als de spelleider bij zijn opdracht echter het woord 'commando' weglaat, wordt men geacht de opdracht te negeren. Degene die hierbij de fout in gaat, is af en kan niet verder deelnemen.
Het aantal mogelijke variaties is groot en kan door de spelers zelf in onderling overleg worden bepaald. Veelgebruikte varianten zijn onder meer de commando's 'zij', de handen verticaal op de tafel geplaatst en 'hoog' en 'laag', waarbij men de handen respectievelijk naar boven of naar beneden laat wijzen.
De moeilijkheidsgraad kan worden verhoogd als de spelleider zelf deelneemt en zijn eigen instructies niet correct opvolgt, zodat de spelers in verwarring kunnen worden gebracht. In dat geval is het geboden niet naar de handen van de spelleider te kijken, maar zich uitsluitend op de uitgesproken commando's te concentreren. Een andere beproefde wijze om de moeilijkheidsgraad te verhogen is het opvoeren van het tempo van de achtereenvolgende commando's.
In de jaren vijftig bestond ook “pinkelen”, dat op een grasveld(je) van 100 vierkante meter werd gespeeld. Wippen, slaan en skabolleke met een “slagstok” (minimaal 20 cm) en een “wipstokje” (ongeveer 5 cm), twee loodrecht op elkaar liggende geultjes van 15 en 5 tot 10 cm lengte, zodat de slagstok erin en het wipstokje er dwars overheen passen. Ieder kind in de buurt had een set “stokjes”. Aantal deelnemers was meestal 5 tot 10 in totaal, altijd twee groepen tegen elkaar. Bij politiepatrouilles was het “JUUUUT” en wegwezen, met stokjes en al.